# Oak Grove, Oregon
Oak Grove là tên của một nơi ấn định cho điều tra dân số trong Quận Clackamas, Oregon, Hoa Kỳ. Theo điều tra dân số Hoa Kỳ năm 2000, khu thống kê này có tổng dân số là 12.808 người. Vì mục đích thống kê, Cục điều tra dân số Hoa Kỳ đã định nghĩa Oak Grove là một nơi ấn định cho điều tra dân số (CDP). Định nghĩa của cục điều tra dân số về khu vực này có thể không chính xác tương đương với khu vực có cùng tên được biết đến tại địa phương.

## Địa lý
Oak Grove nằm ở vị trí 45°24′60″B 122°38′20″T / 45,41667°B 122,63889°T Tọa độ: vĩ giây >= 60
Đã đưa tham số không hợp lệ vào hàm {{#coordinates:}} (45.416641, -122.638903)1.
Theo Cục điều tra dân số Hoa Kỳ, khu thống kê này có tổng diện tích 3,2 dặm vuông Anh (8,2 km²) trong đó đất chiếm khoảng 2,9 dặm vuông (7,6 km²) và nước chiếm 0,2 dặm vuông (0,6 km²) hay 7,57%.